# Jamie Lundmark

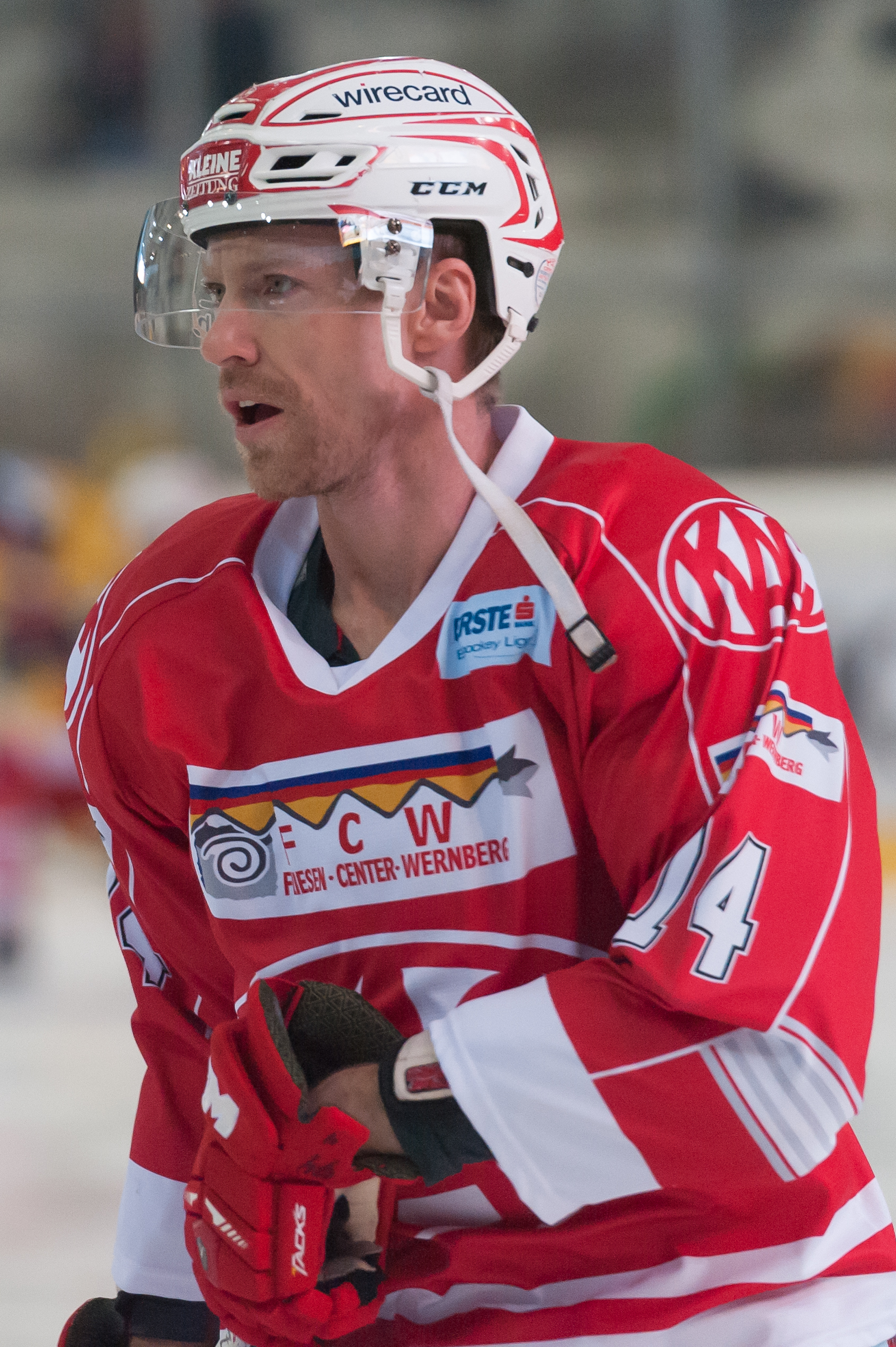
Jamie Lundmark.

Jamie Lundmark, född 16 januari 1981 i Edmonton, Alberta, är en kanadensisk före detta professionell ishockeyspelare (center). I Sverige spelade han för Timrå IK säsongen 2010/11 och gjorde 10 (3+7) poäng på 18 matcher.
Jamie draftades av New York Rangers som 9:e spelare totalt i NHL Entry Draft 1999.